# Sota Kasahara
Sota Kasahara (笠原 宗太 Kasahara Sota?), född 9 maj 1976 i Gunma prefektur, är en japansk före detta fotbollsspelare.
Kasahara började sin karriär 1999 i Otsuka Pharmaceutical. 2000 flyttade han till Mito HollyHock. Efter Mito HollyHock spelade han för Tonan SC. Han avslutade karriären 2002.